# Bazyli (Wasylcew)
Bazyli, imię świeckie Wsewołod Stepanowycz Wasylcew (ur. 23 maja 1928 w Mydzku Wielkim, zm. 21 listopada 1998 w Kirowohradzie) – ukraiński biskup prawosławny.

## Życiorys
Pochodził z Wołynia, był synem kapłana prawosławnego. Wykształcenie podstawowe uzyskał w szkole polskiej. W 1947 został przyjęty od razu do III klasy seminarium duchownego w Żytomierzu, zaś dwa lata później podjął studia w Moskiewskiej Akademii Duchownej, które ukończył w 1953, broniąc dysertację kandydacką poświęconą Kościołowi unickiemu w okresie sprawowania urzędu metropolity kijowskiego przez Piotra Mohyłę. Od 1953 do 1957 wykładał historię biblijną, Nowy Testament oraz śpiew cerkiewny w seminarium, którego był absolwentem. W 1957 wyjechał do Pietrozawodska i został regentem chóru w miejscowym soborze katedralnym. Po zawarciu związku małżeńskiego przyjął w 1958 z rąk biskupa astrachańskiego Sergiusza święcenia diakońskie i podjął pracę duszpasterską w cerkwi św. Mikołaja w Kamyszynie. 18 października 1964 biskup saratowski i wołgogradzki Bartłomiej wyświęcił go na kapłana i skierował do służby w soborze Trójcy Świętej w Saratowie. Po roku objął funkcję proboszcza parafii przy soborze Zesłania Ducha Świętego w Saratowie. Od września 1965 był również dziekanem dekanatu saratowskiego, od 1967 z godnością protoprezbitera.
W 1971 zmarła jego żona. W tym samym roku po serii artykułów w lokalnej prasie, atakujących zarówno jego, jak i jego ojca, duchowny został przez władze świeckie pozbawiony zezwolenia na prowadzenie działalności religijnej. W 1973 mógł wrócić do służby w soborze Trójcy Świętej w Saratowie dzięki staraniom arcybiskupa saratowskiego i wołgogradzkiego Pimena, ponownie został również dziekanem, którym pozostawał do 1988. W tymże roku został proboszczem parafii soborowej.
13 września 1989 został nominowany na biskupa kirowohradzkiego i nikołajewskiego, pod warunkiem złożenia ślubów mniszych. Protoprezbiter Wsewołod Wasylcew uczynił to 27 września tego samego roku przed biskupem perejasławsko-chmielnickim Jonatanem, przyjmując imię zakonne Bazyli na cześć św. Bazylego Wielkiego. Dwa dni później otrzymał godność archimandryty. Jego chirotonia biskupia odbyła się 1 października 1989 w soborze św. Włodzimierza w Kijowie. W 1994 został podniesiony do godności arcybiskupiej. W związku ze zmianami granic eparchii nosił kolejno tytuły biskupa kirowohradzkiego i nowomyrhorodzkiego oraz kirowohradzkiego i aleksandryjskiego.
Odbudowując życie religijne na terenie obwodu kirowohradzkiego, biskup Bazyli wyświęcił ponad 100 nowych kapłanów, których sam wcześniej przygotowywał w zakresie liturgiki i praktyki służby kapłańskiej. Dbał również o poziom śpiewu cerkiewnego, tworzenie chórów i kształcenie regentów. Stanowczo opowiadał się przeciwko nadaniu autokefalii Cerkwi prawosławnej na Ukrainie. Brał udział w spotkaniu biskupów w Żytomierzu, podczas którego potępione zostały dążenia metropolity kijowskiego Filareta do utworzenia odrębnego Kościoła Ukraińskiego oraz w synodzie charkowskim, który wypowiedział mu posłuszeństwo.
W 1996 odszedł w stan spoczynku z powodu złego stanu zdrowia. Zmarł dwa lata później i został pochowany w sąsiedztwie soboru Przemienienia Pańskiego w Kirowohradzie.